# 자 룰

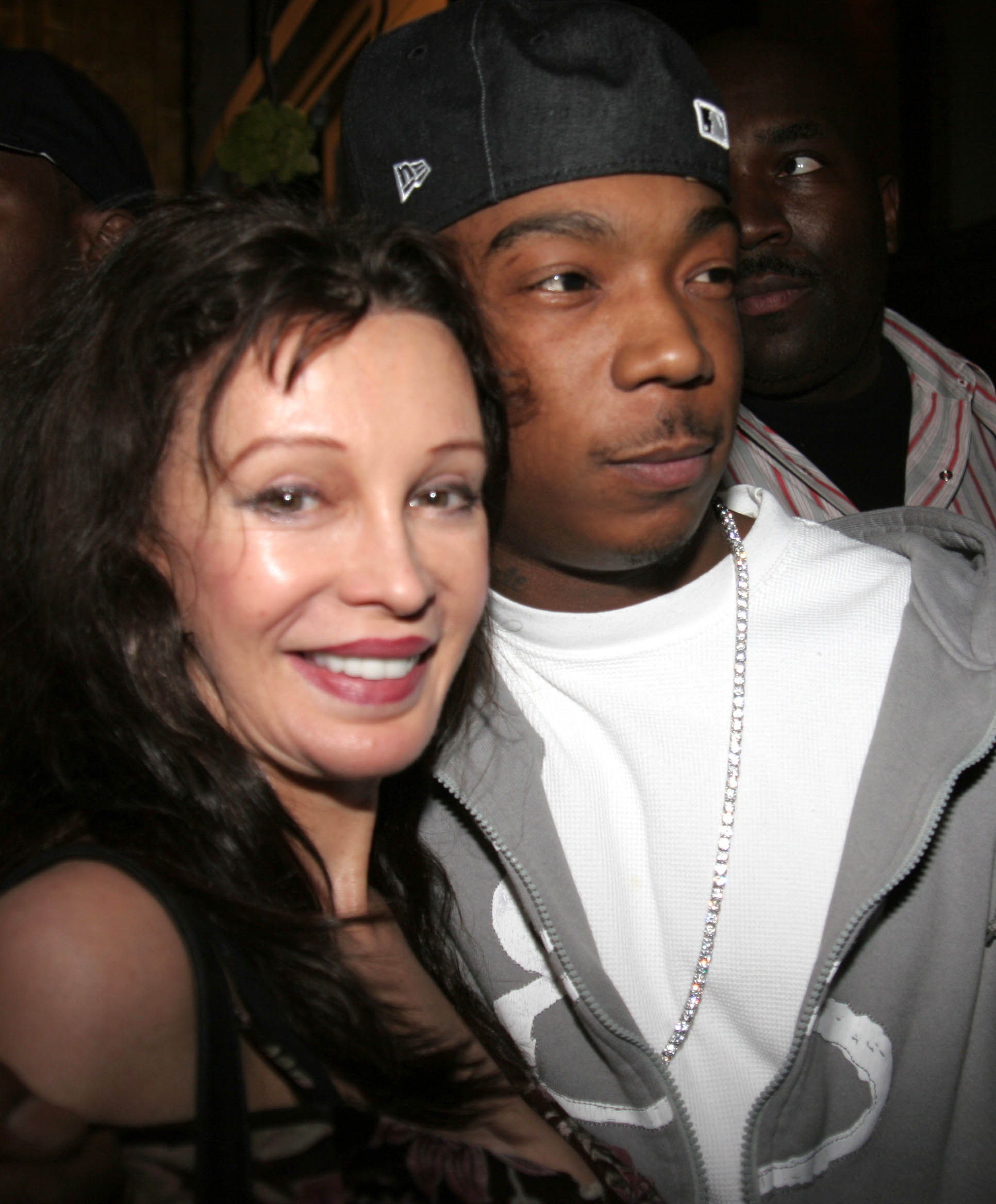
제이드 배리모어와 자 룰

자 룰(Ja Rule, 본명: Jeffrey Atkins, 1976년 2월 29일 ~ )은 미국의 래퍼 겸 영화 배우이다. JAY-Z의 히트 싱글 'Can I Get A...'에 피쳐링으로 참여하면서 이름을 알리기 시작한 그는 1999년에 발매한 첫 정규 앨범 'Venni Vetti Vecci'를 상업적으로 성공시키며 확고한 입지를 다지기 시작했다. 다음 앨범 'Rule 3:36'로 자 룰은 본인의 첫 빌보드 200 1위를 기록하였으며, 앨범의 싱글들도 큰 상업적 성과를 이루어, 그의 전성기의 시작을 알렸다. 2001년 발매된 그의 3집 'Pain Is Love'는 그의 화려한 전성기를 상징하는 앨범이다. 앨범은 빌보드 200 1위를 기록하였고, 그래미 어워드 랩 앨범 부분에도 노미네이트되었다. 앨범의 수록곡인 'I'm Real (Murder Remix)'와 'Always On Time'이 빌보드 핫 100 1위를 기록하였고, 'Always On Time'의 경우, 한동안 빌보드 핫 100 1위를 하다가 본인이 피처링한 'Ain't It Funny (Murder Remix)'와 1위 자리를 맞바꾸게 되어 자 룰을 역사상 4번째로 자신의 곡으로 자신의 1위곡을 바꿔치기 한 아티스트로 만들었다. 그러나 이후 50 센트와의 트러블, 에미넴과의 비프전을 비롯해 많은 구설수를 겪은 그는 결국 2000년대 중반 이후 하락세를 겪게 되었고, 2004년 발매한 'R.U.L.E' 이후로는 큰 상업적 성과를 이루지 못한 채 쇠퇴하고 말았다. 하지만 힙합과 R&B를 혼합한 사운드 위에서 자 룰이 선보인 멜로딕 랩은 이후 2000년대 후반, 드레이크, 키드 커디, 카니예 웨스트 등이 유행시킨 스타일의 청사진을 앞서 제시했다는 긍정적인 평가를 받고 있다.

## 데뷔
그가 처음으로 메인스트림에 등장한 것은 1995년 MIC GERONIMO라는 뉴욕 랩퍼의 실패한 데뷔 앨범에서 "TIME TO BUILD(BLUNT)"라는 곡에 DMX와 Jay-Z와 참여를 함으로써이다. 이후에도 MIC GERONIMO의 곡 중 "USUAL SUSPECT"라는 곡의 HOW TO BE A PLAYER 라는 사운드 트랙 버전에서 다시 DMX와 CORMEGA와 함께 참여를 했으나 그리 유명세를 타진 못했다. 그러나 그의 HOME BOY이자 PRODUCER인 IRV GOTTI가 97년 DEF JAM에 고용이 됨으로써 그의 소개로 친구인 DMX와 함께 새로운 기회를 가지게 된다.

## 성공
97년과 98년 그와 인연을 가진 Jay-z, DMX와의 작업이 결정적으로 그에게 관심을 집중시키는 역할을 하는데 Jay-z, DMX, Ja Rule은 MURDER INC.라는 궁극의 프로젝트 그룹을 결성. "STREET IS WATCHING" O.S.T에서 "MURDERGRAM"이란 놀라운 곡을 선보이고 RUSH HOUR O.S.T에선 "Bitch Betta Have Money"란 보잘것 없는 솔로 넘버와 Jay-z의 세 번째 앨범 "HARD KUCK LIFE VOL.2"에도 수록된 "CAN I GET A.."란 수작에 여성래퍼 AMIL과 참여한 후 "BELLY" O.S.T에선 DMX, 나스, 메소드 맨을 적으로 인기를 끈 "GRAND FINALE(DOGS 4 LIFE)"란 곡에서 HOOK를 맡고 자신의 범작 솔로넘버 "STORY TO TELL"에 참여한다.또한 Jay-z의 노래 'Can I Get A Fuck you'에 참여해 대중들에게 인기를 받았다.

## 비판
2001년 'Pain Is Love'라는 자신의 새 신보의 투팍과 함께 콜라보를 했다. 그러나 피처링한 게 아니라 자 룰이 투팍의 랩을 그냥 읊은 게 들통나게 된다. 또한 50 센트를 그의 갱단과 같이 살해하려 했으며, 그를 디스했다. 또한 50 센트와의 문제 과정에서 에미넴의 친딸 헤일리를 직접적으로 디스함으로써 어린아이까지 끌어들인다면서 대중적으로 엄청난 비판을 받게 된다.

## 현재
현재는 MURDER Record와 계약을 했고, 앨범을 계속내는 중이지만 2004년 정규앨범 'R.U.L.E' 이후로 성공하지 못하고 있고, 싱글 앨범만 많이 내고 있다.

## 스타일
Ja Rule의 랩스타일은 DMX와 거의 유사하다. 그러나 Ja Rule은 거칠고 클럽풍인 DMX와 달리 평온하고,팝적인 음악을 만든다.주로 R&B와 믹스한다.

## 출연 영화
- 비트 보이스, 2000년
- 백스테이지, 2000년
- 분노의 질주, 2001년
- 비프, 2003년
- 하프 패스트 데드, 2003년
- 쿡아웃, 2004년
- 어썰트13, 2005년
- 무서운 영화3, 2005년
- 하프 패스트 데드2, 2007년

## 같이 보기
- 파이어 페스티벌